# هورست تولر
هورست تولر (انگلیسی: Horst Tüller; ۵ فوریهٔ ۱۹۳۱ – ۴ ژوئن ۲۰۰۱) دوچرخه‌سوار اهل آلمان بود.
وی در مسابقات کشوری و بین‌المللی در مجموع برندهٔ ۱ مدال برنز شده‌است.